# Pressins
Pressins è un comune francese di 1 116 abitanti situato nel dipartimento dell'Isère della regione dell'Alvernia-Rodano-Alpi.

## Storia

### Simboli
Lo scaglione rappresenta i due torrenti che attraversano il paese da sud a nord e formano la Bièvre alla loro confluenza. Sono state aggiunte due colombe, simbolo di pace, e il delfino emblema del Delfinato.
Almeno fino al 2014 il comune aveva in uso uno stemma che riproduceva quello della famiglia de Rivoire: d'oro, allo scaglione d'azzurro, caricato di un sole del campo, accostato da due crescenti d'argento, con le punte rivolte verso il sole.

## Società

### Evoluzione demografica
Abitanti censiti